# 2022 Вест
2022 Вест (2022 West) — астероїд головного поясу, відкритий 7 лютого 1938 року.
Тіссеранів параметр щодо Юпітера — 3,348.